# ونايت
ونايت (1780 بإنجلترا في المملكة المتحدة - ) (بالإنجليزية: Knight)‏ هو لاعب كريكت بريطاني. لعب مع نادي مارليبون للكريكت ‏.